# Zaostrog
Zaostrog – wieś w Chorwacji, w żupanii splicko-dalmatyńskiej, w gminie Gradac. W 2011 roku liczyła 330 mieszkańców.